# Jonatan Rodriguez
Jonatan Gulliver Rodriguez (født 2. december 1976 i Stockholm) er en svensk skuespiller. Han dimitterede fra Teaterhögskolan i Stockholm i 2002, men havde allerede i 1994 medvirket i tv-serien Tre kronor, hvor han spillede rollen som Tage Lindgren. I Danmark har han blandt andet også haft en medvirken i tv-serien Advokaten.

## Privatliv
Jonatan Rodriguez er søn af en spansk far og en svensk mor.

## Udvalgt filmografi
- Tre kronor (tv-serie, 1994-1999)
- Skeppsholmen (tv-serie, 2002)
- Saltön (tv-serie, 2005-2007)
- Keillers park (2006)
- Solsidan (tv-serie, 2012)
- Ego (2013)
- Johan Falk (filmserie, 2015)
- Tsatsiki, far og olivenkrigen (2015)
- Gåsmamman (tv-serie, 2017)
- Ted: For kærlighedens skyld (2018)
- Advokaten (tv-serie, 2018-2020)
- Ring til mor! (2019)
- Sune – Best Man (2019)
- Kadaver (2020)
- Bonusfamilien (tv-serie, 2021)
- Meningen med livet (tv-serie) (tv-serie, 2022)
- Tak og undskyld (2023, kun stemme)
- Still Looking (tv-serie, 2024)